# Không bao giờ quên anh
"Không bao giờ quên anh" là một sáng tác nổi tiếng của nhạc sĩ Hoàng Trang vào năm 1963. Đây là ca khúc được nhiều người biết đến nhất trong sự nghiệp của nhạc sĩ Hoàng Trang.

## Xuất xứ
Theo bà Nguyễn Thị Hồng, vợ của nhạc sĩ Hoàng Trang kể lại, một lần khi hai người hẹn đi chơi vào lúc 11 giờ trưa, nhưng do gia đình có việc đột xuất, không ai trông cửa hàng nên bà phải ở lại nhà. Vì không thấy người yêu mình đến, ông đã chờ cho đến 6 giờ chiều. Sau khi bà đến, bà nói: "Từ giờ nếu như vậy thì anh cứ đi về đi, chờ lâu quá làm gì. Anh bảo hai đứa gặp nhau rất khó, nếu anh về thì đâu có gặp được nên anh cứ chờ đến khuya thì thôi". Từ đó, ba bài hát Không bao giờ quên anh, Tâm sự với anh, Nếu đời không có anh ra đời.
Bài hát đã được nhà xuất bản Diên Hồng xuất bản vào năm 1963, sau đó được tái bản lại rất nhiều lần.

## Nội dung
Bài hát viết theo nhịp 4/4, điệu Bolero, nói về cảnh chia tay của người con gái thiếu may mắn trong tình yêu.
Tôi viết lên đây với tất cả chân thành của lòng tôi trao anh 

Ngày nao mới quen nhau vì chung hướng đời mình trót trao nhau nụ cười. 

Và tình yêu đó tôi đem ép trong tim,

Dù bụi thời gian có làm mờ đi kỷ niệm 

Của hai chúng mình 

Tôi cũng không bao giờ tôi không bao giờ quên anh

Trong tờ nhạc xuất bản năm 1963, nhạc sĩ Hoàng Trang có đề 4 câu thơ lên như sau.
Tình xưa đâu chẳng nên duyên mới

Mộng cũ đêm nào vẫn nhớ nhau

Đời anh phiêu bạt như mây trắng

Hẹn ước nhau sao để nhạt màu— T. K. T, Để kỷ niệm hai đứa mình

## Ca sĩ trình bày
Bài hát sau khi được ra đời đã được Dĩa Hát Việt Nam mua và ca sĩ Phương Dung là người trình bày đầu tiên, sau đó được thể hiện thành công qua tiếng hát Thanh Tuyền trong cuốn băng "Thanh Tuyền 1" vào thập niên 1970. Ngoài ra bài hát này còn được rất nhiều ca sĩ trong nước và hải ngoại trình diễn như: Giao Linh, Hương Lan, Như Quỳnh, Mạnh Quỳnh, Cẩm Ly,... Gần đây, ca sĩ Vân Khánh đã ra mắt album Không bao giờ quên anh và hát trong album cùng tên.